# Берти, Мария Луиза
Мари́я Луи́за Бе́рти (итал. Maria Luisa Berti; род. 6 октября 1971 в городе Сан-Марино) — режиссёр и капитан-регент Сан-Марино. Первый раз с 1 апреля по 1 октября 2011 года, вместе с Филиппо Таманьини, во второй вместе с Мануэлем Чаватта с 1 октября 2022 по 1 апреля 2023 года.

## Биография
Родилась Мария Луиза в политической и спортивной семье. Она живёт в Сан-Марино. Там же окончила среднюю школу и получила степень в области права. Работала адвокатом и нотариусом. 
Политическую деятельность начала, вступив в 1989 году в Христианско-демократическую партию. Была членом молодёжного движения христианских демократов, а также редактором газеты «Action».
С 2001 по 2006 и с ноября 2008 года избирается в Большой генеральный совет. Во второй раз капитан-регентом страны была избрана в середине сентября 2022 года и вступила на этот пост в октябре этого же года. На этом посту она находилась до 1 апреля 2023 года.

## Семья
Её брат Джан Никола Берти спортсмен и капитан-регент Сан-Марино в 2016 году. Их отец Джан Луиджи Берти (1930—2014) также занимал пост капитан-регента Сан-Марино в 1993—1994 годах. Её племянник Джан Марко Берти — призёр Олимпийских игр 2020 года в стендовой стрельбе. Её двоюродный брат Пьетро Берти занимал пост капитан-регента страны в 1998—1999 годах.